# Прапор Коряцького автономного округу
Прапор Коряцького автономного округу був офіційним символом Коряцького автономного округу та після його об'єднання з Камчатською областю одним зі символів Камчатського краю до затвердження нового прапора 17 лютого 2010.

## Опис
Прапор Коряцького округу являє собою прямокутне полотнище, що складається з трьох рівновеликих вертикальних смуг: ліва і права блакитного кольору, середня — білого кольору. У центрі середньої смуги розташовано червоне стилізоване зображення голови оленя. Відношення довжини полотнища до його ширини рівне 3:2.